# Kościół św. św. Marcina i Sebastiana w Watykanie
Kościół św. św. Marcina i Sebastiana (wł. Santi Martino e Sebastiano degli Svizzeri) – rzymskokatolickie oratorium w Watykanie. Zostało wybudowane przez Piusa V jako prywatna kaplica Gwardii Szwajcarskiej, której koszary znajdują się obok Porta San Pellegrino, niedaleko Pałacu Apostolskiego.

## Historia
Pius V nakazał budowę kaplicy ściśle zarezerwowanej dla gwardii. Została wybudowana w 1568 pod kierunkiem architekta Nanniego di Baccio Bigio. Kościół poświęcono imionami dwóch żołnierzy, Marcina z Tours oraz Sebastiana. Święty Marcin był oficerem w rzymskiej armii, który nawrócił się i przeszedł na ascetyczny tryb życia. Święty Sebastian był przywódcą gwardii pretorian i zginął śmiercią męczeńską.
Do pokoju westfalskiego w 1648 niemieckojęzyczni Szwajcarzy gromadzili się w Santa Maria della Pietà in Camposanto dei Teutonici, gdzie dla nich zarezerwowany był ołtarz boczny. Od 1657 do 1977 do obrządków religijnych gwardia używała kościoła San Pellegrino (wł. San Pellegrino in Vaticano).

## Architektura
Kaplica została ozdobiona freskami przez Giulia Mazzoniego, ucznia Giorgia Vasariego. Freski zostały odnowione w latach 1727–1728 przez Carla Roncellego i przeniesione do Muzeum Watykańskiego. Freski nad ołtarzem przedstawiają Boga Ojca, po prawej św. Sebastiana, a po lewej stronie św. Marcina. Na ołtarzu zostało przedstawione zwiastowanie Najświętszej Maryi Panny. Na prawej ścianie został przedstawiony Jezus Chrystus na krzyżu w otoczeniu Piotra i Jana Ewangelisty, na lewej Maryja razem ze św. Anną i Dzieciątkiem Jezus. Mazzoni współpracował z Ferrantem Moreschim, który część sztukaterii do  Sala Regia.